# Конзервација пластике
Конзервација пластике једна је од специјалности унутар конзервације рестаурације предмета културне баштине. Посвећена је како превентивној конзервацији тако и интервентивној конзервацији предмета од пластике. Од изразитог значаја за процес конзервације пластичних предмета је и темељно, минимално барем теоретско, а пожељно и практично познавање узрока и функција пропадања истих, те најважнијих техника израде израђевина од пластике. Неопходно је и барем елементарно познавање историјског развоја пластике. Велику важност има и познавање савремене конзерваторске праксе и теорије, али и етике, те познавање научно заснованих метода истраживања.

## Методе обраде
- Ливење
- Топло пресовање

## Основне врсте, те почеци примене појединих врста пластике
- Вулканизирана гума - 1838.
- Целулоид - 1870.
- Казеинска смола - Галалит - 1897.
- Фенолне смоле - бакелит - 1907.
- Полистирол - 1930.
- Полиетилен - 1933.
- Полиестер - 1933.
- Меламинске смоле - 1938.
- Полиметиметакрилат - плексиглас - 1933.
- Поливинил хлорид - PVC - 1935.
- Полиамид - најлон - 1938.
- Политетрафлуоретилен - тефлон - 1938.
- Силиконске смоле - 1940.
- Полиуретан - 1941.
- Полиетилентерефталат - 1941.
- Епоксидне смоле - 1946.
- Стиропор - 1949.
- Полипропилен - 1954.
- Поликарбонат - 1958.
- Акрилнитрил-бутадиен-стирол - абс - 1945.

## Узроци пропадања
Од изузетно великог броја синтетских полимера као изразито проблематичне и склоне пропадању можемо издвојити следеће: ацетилцелулоза, нитроцелулоза, полиуретан, те поливинил хлорид.

## Превентивна конзервација
Пластичне предмете треба чувати на тамном, хладном и сувом мјесту. Температура у простору за чување не би требало да прелази 20 Ц, уз релативну влажност ваздуха 30-50%. Посебно пазити на потпуно редуковање ултраљубичастог зрачења. Ниво видљивог светла 50—150 лукса . Код руковања увек користити латекс рукавице.
Код појава пропадања — значи промене боје, губитка уобичајене конзистенције, избијања пластификатора на површину, мрвљивости и ломљивости — предмете издвојити из остатка колекције, за предмете од ацетил и нитроцелулозе температуру смањити на 2—5 Ц. Исто важи и за предмете од поливинил хлорида док код оних од полиуретана температуру држати на око 20 Ц.
Посебно пазити на коришћење примерених материјала код излагања или складиштења.
Што чешће контролисати стање похрањених предмета!

## Интервентна конзервација

### Документовање затеченог стања
Стање предмета пре, током и након захвата мора бити примерено документирано. Саставни део документације мора бити и детаљно навођење свих поступака и материјала коришћених при захвату. Документирати морамо и сва евентуална научна испитивања спроведена на предмету, ау документацију мора бити укључена и препорука за даље чување предмета.

### Доношење одлука о потреби, обиму, те последицама захвата
Идеално би било да код доношења одлука учешће узме што већи број стручњака, као минимум можемо узети стручњака за пропадање пластике, повијесничара уметности, те конзерватора рестауратора.

### Чишћење
За чишћење никако не користити раствараче, уз изузетак дестиловане воде. Предмете не уроњавати у воду већ их чистити минимално натопљеним тампонима вате. Могу се користити и крпе од микровлакана.
Предмете од ацетил и нитроцелулозе, те Казеинска формалдехидних смола нипошто не чистити водом!

### Обрада оштећених предмета
Код поправке оштећених предмета углавном се користимо лепљењем, но треба нагласити да је најбоље користити искључиво лепила која не растварају основни материјал, уз примену ојачања од Reemay® или сличне тканине, те типлова.

### Израда недостајућих делова
Идеално би било делове израдити од пластике од које је и сам предмет. Новоизрађени би делови морали бити лако и јасно уочљиви те примерено означени. У случају потребе морају бити лако уклоњиви са третираног предмета.